# Loetoemonarch
De loetoemonarch (Carterornis castus; synoniem: Monarcha pileatus castus) is een zangvogel uit de familie Monarchidae (monarchen). De vogel werd in 1883 geldig beschreven door Philip Lutley Sclater als aparte soort Monarcha castus maar werd later lang als ondersoort van de halmaheramonarch (C. pileatus) beschouwd.

## Verspreiding en leefgebied
Deze soort is endemisch op de Tanimbar-eilanden in het zuidoosten van de Molukken.

## Status
De grootte van de populatie is niet gekwantificeerd maar de soort wordt omschreven als vrij algemeen. Het verspreidingsgebied is klein en de aantallen nemen af door habitatverlies. Op de Rode lijst van de IUCN heeft deze soort daarom de status gevoelig.